# Acantholimon alaicum
Acantholimon alaicum är en triftväxtart som beskrevs av Ekaterina Georgiewna Czerniakowska. Acantholimon alaicum ingår i släktet Acantholimon och familjen triftväxter. Inga underarter finns listade i Catalogue of Life.